# Raparna lactea
Raparna lactea là một loài bướm đêm trong họ Noctuidae.